# 벤또

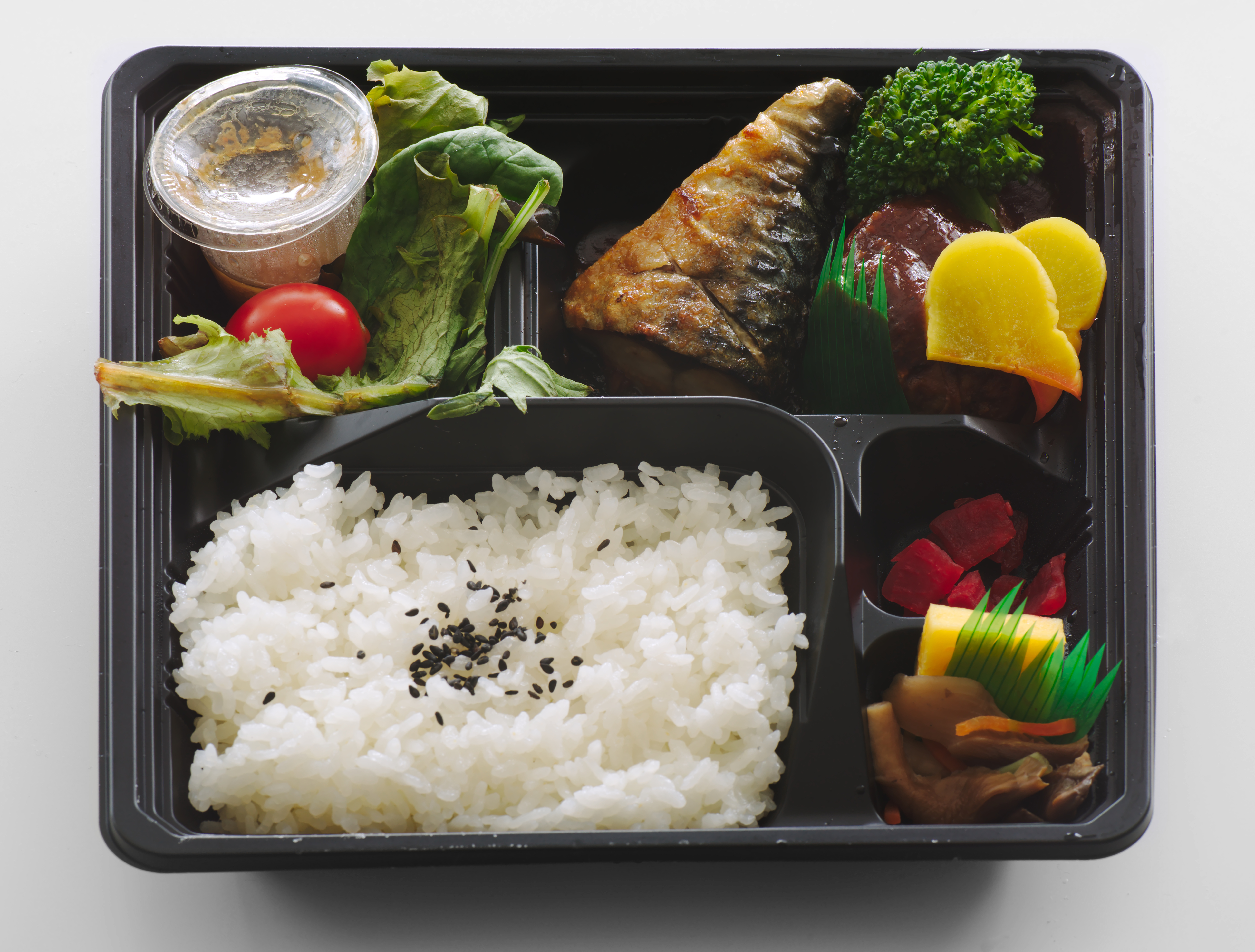
식료품점에서 구입한 전형적인 도시락

벤또(일본어: 弁当)는 일본의 도시락 요리이다. '벤또'라는 용어는 중국어 편당(便當, biandang)에서 비롯된 것으로 "편안한"을 의미한다.
전통적인 벤또에는 생선이나 육고기를 곁들인 쌀밥이나 국수를 포함할 수 있으며, 여기에 절이거나 조리된 채소가 벤또에 들어가기도 한다. 재료나 요리를 구별시키기 위한 여러 칸막이가 있는 경우가 있는데, 특히 강한 맛이 나는 음식이 있는 경우 해당 음식으로 인해 나머지 음식의 맛에 영향을 주는 것을 막기 위해 사용된다. 칸막이로는 녹색의 플라스틱 풀(grass)이 보통 사용되며 이를 초밥풀(sushi grass)이라고 부른다.
벤또의 대중화는 12세기 가마쿠라 시대 기간으로 거슬러 올라가며 일을 하기 위해 배식되었다.

## 같이 보기
- 도시락